# Arístocles de Sició
Arístocles de Sició el jove, (en llatí Aristocles, en grec antic Άριστοκλής) va ser un escultor grec nascut a Sició.
Era germà de Cànac de Sició el jove. Era net d'Arístocles de Cidònia i fill de Cleoetes. Va ser mestre de Sinnó que al seu torn va ser pare i mestre de Ptòlic d'Egina. Va fer una de les tres estàtues d'unes muses (les altres les van fer Agelades i Cànac) representant els estils diatònic, cromàtic i enharmònic de la música grega. També se li coneix un grup escultòric en bronze on hi havia Hèracles i Ganimedes. Va viure al final del segle vi aC.